# Adoberia

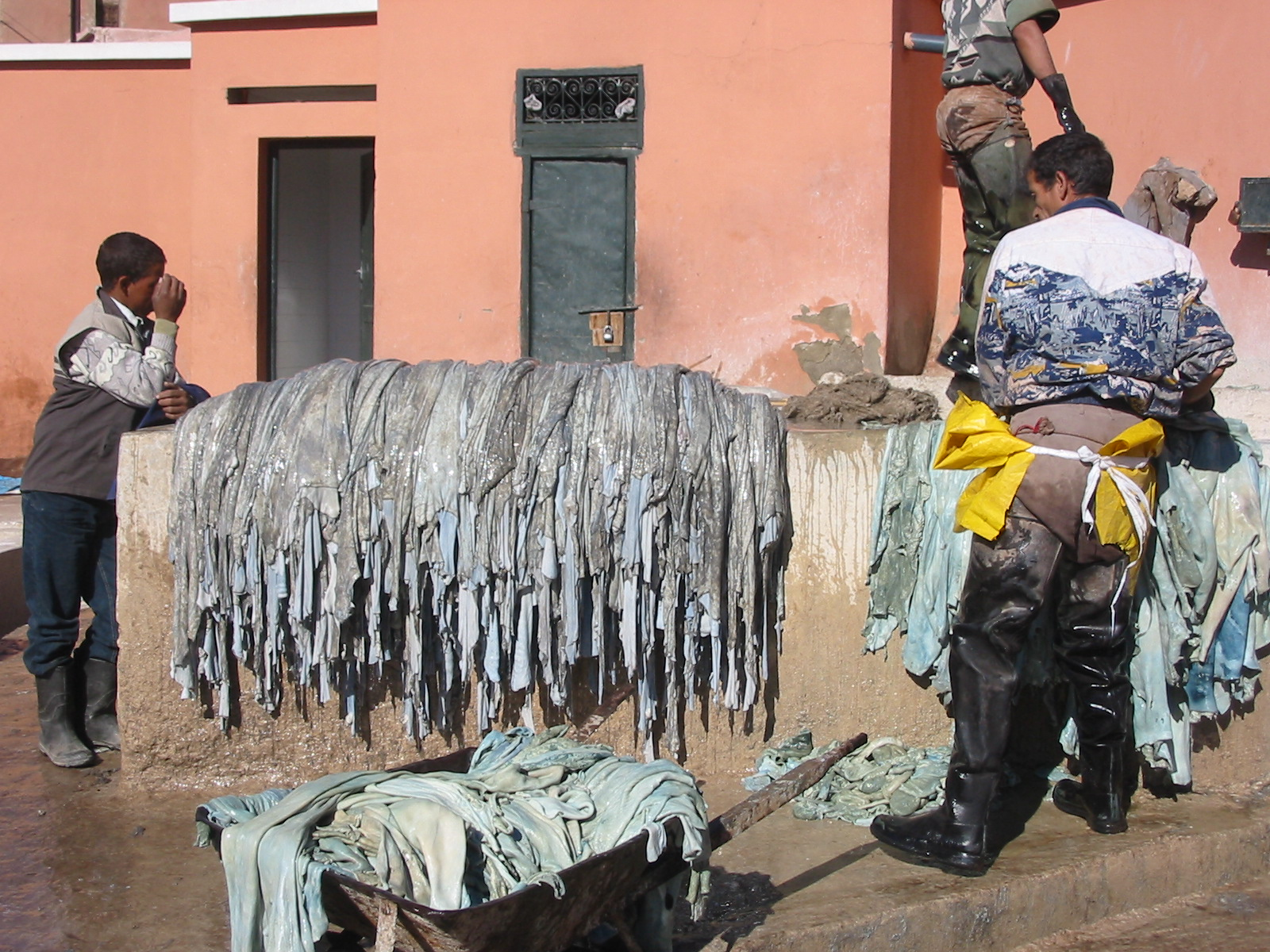
Adoberia de pells a Marràqueix

L'adoberia o indústria adobera és el procediment per a fer que la pell de determinats animals no es descompongui o podreixi un cop separada d'aquest sinó que es conservi per a poder-la utilitzar. Per a aconseguir-ho es fan servir tanins, àcids i altres productes químics. L'acoloriment de les pells es pot aconseguir durant el procés d'adobat. L'adoberia és un procediment que altera permanentment l'estructura de la proteïna de la pell. L'adoberia també és la instal·lació constructiva per al tractament de la pell animal per tal de preparar el cuir. Les primeres adoberies eren artesanals i s'instal·laven a les vores dels rius per tal d'abastir el seu consum d'aigua. Donades les molèsties que ocasionaven (embrutiment de l'aigua, mosques i olors) tendien a instal·lar-se lluny dels nuclis urbans i a prop de rius. Actualment les adoberies a Catalunya són indústries que valoren els residus dels escorxadors i produeixen pell tractada per a diferents usos.
Els mètodes tradicionals d'adoberia ocasionaven molta pudor i els adobers estaven obligats a treballar fora dels centres urbans. L'adobat de pells es va originar a Mehrgarh al sud d'Àsia entre 7000–3300 aC.
Al voltant del 2500 aC, els sumeris començaren a utilitzar cuir. Antigament les pells arribaven brutes, plenes de terra i amb residus de carn. Per netejar-les se les submergia en aigua, s'eliminaven les restes de carn i de pèls per diversos mètodes com fent servir l'orina, substàncies alcalines o amb solucions salines. Quan s'havia eliminat els pèls es feien servir excrements d'animals com el gos i el colom per continuar el procés d'adobat. Les pudors, doncs, eren consubstancials a l'adoberia antiga.

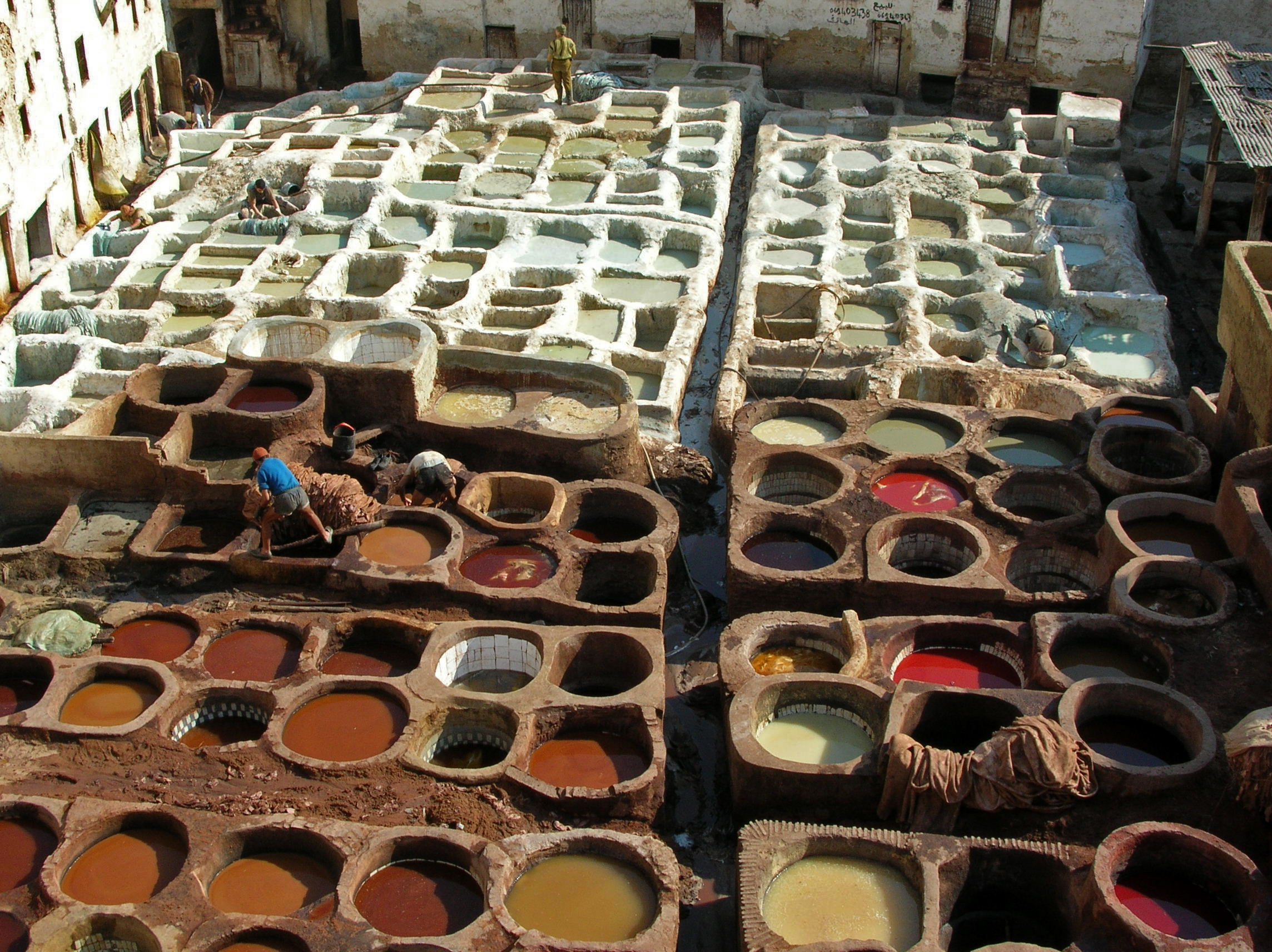
Adoberia artesanal a Fes, Marroc (2009). Aquesta mena de treball ha desaparegut en els països industrialitzats per tècniques que requereixen una menor exposició als productes nocius emprats en la preparació del cuir.

## Mètodes moderns
Primeres etapesDesprés d'haver sacrificat els animals, el seu cuir és tractat amb sal pel costat de la carn, amb la qual cosa s'evita la putrefacció i s'aconsegueix un cert temps de conservació adequada als processos i usos posteriors als que el cuir serà sotmès. A continuació s'emmagatzemen en un local.
Etapa de neteja i condicionat del cuirAquesta etapa és la que necessita més aigua, primer es treuen, mecànicament, les restes de carn i de greix es fa servir sulfur sòdic i calç per eliminar l'epidermis de la pell a més del pèl que la recobreix.
Etapa de preparació química de la pellEs fan servir principalment àcid fòrmic i àcid sulfúric.
Etapa d'estabilització del col·lagen de la pellEn estabilitzar el col·lagen amb substàncies com les sals de crom, es forma el cuir.
Darreres etapesS'elimina la humitat, es grata per donar l'espessor definitiu i se'l pot sotmetre a altres tractaments segons quin sigui l'ús final del producte.

## Adoberia a Catalunya
La transformació de les pells animals en cuir requeria un laboriós procés que desenvolupaven tres professionals diferents de manera consecutiva: Primer els blanquers, seguidament els assaonadors i per acabar els diversos menestrals que en feien els béns concrets (sabates, selles de muntar, bosses, etc.). El nivell de riquesa també seguia aquest ordre: en el ram del cuir els més rics eren els blanquers, ja que treballaven a l'engròs, seguits a distància pels assaonadors, i per exemple de l'última fase els sabaters acostumaven a quedar endeutats amb els segons. Aquesta segmentació del procés del cuir és pròpia almenys de la Barcelona d'època moderna i altres ciutats catalanes amb una indústria de la pell potent, però a la majoria de ciutats europees del mateix moment l'ofici quedava simplificat al professional de l'adober.
Cal tenir en compte, però, que des del segle xvi la manufactura del cuir catalana es va deslocalitzar de la capital fugint de les estrictes normes gremials i els elevats costos per tal d'instal·lar-se i créixer a ciutats com Igualada, Manresa, Vic, Olot, Solsona i Girona; i a finals del XVII la indústria fins i tot es desurbanitza per cercar els baixos salaris rurals. Granollers, Igualada, Lleida, Tàrrega i Vic conserven importants testimonis i restes patrimonials relacionades amb les adoberies antigues. És destacable la indústria adobera d'Igualada, ciutat on es pot visitar actualment l'adoberia de Cal Granotes, una construcció industrial del segle xviii on s'explica l'antic sistema d'adobar vegetalment les pells utilitzat abans de la industrialització. És una de les adoberies més antigues d'Europa i conserva les dues plantes típiques d'una adoberia: la ribera i l'estenedor. Recentment també s'han habilitat les antigues Adoberies de Lleida i l'Adoberia de Granollers.
Cal recordar que a Catalunya en alguns llocs encara es coneix l'adober amb el nom de l'ofici més específic de blanquer.